# メイズ参上!
「メイズ参上!」（メイズさんじょう）は、2010年11月24日にFlyingDogから発売されたシングル。

## 概要
- 表題曲「メイズ参上!」は、テレビアニメ『それでも町は廻っている』のエンディングテーマとして使用されており、同アニメで紺双葉、嵐山歩鳥、辰野俊子、針原春江を演じる矢澤りえか、小見川千明、悠木碧、白石涼子がメイズとして歌っている。
- カップリング曲「そうは云っても世界は終わらない」は、同アニメ第8話で挿入歌として使用された。
- ディスクジャケットには、紺双葉、嵐山歩鳥、辰野俊子、針原春江のイラストがプリントされている。

## 収録曲
1. メイズ参上! [4:28]
作詞：サエキけんぞう、作曲・編曲：バカボン鈴木
2. そうは云っても世界は終わらない [3:35]
作詞・作曲：伊藤ヨタロウ、編曲：メトロファルス
3. メイズ参上!（オリジナル・カラオケ）
4. そうは云っても世界は終わらない（オリジナル・カラオケ）

## 解説
| 曲名                           | 詳細                                                     |
| ------------------------------ | -------------------------------------------------------- |
| メイズ参上!                    | テレビアニメ『それでも町は廻っている』エンディングテーマ |
| そうは云っても世界は終わらない | テレビアニメ『それでも町は廻っている』第8話挿入歌        |